# ویلکا

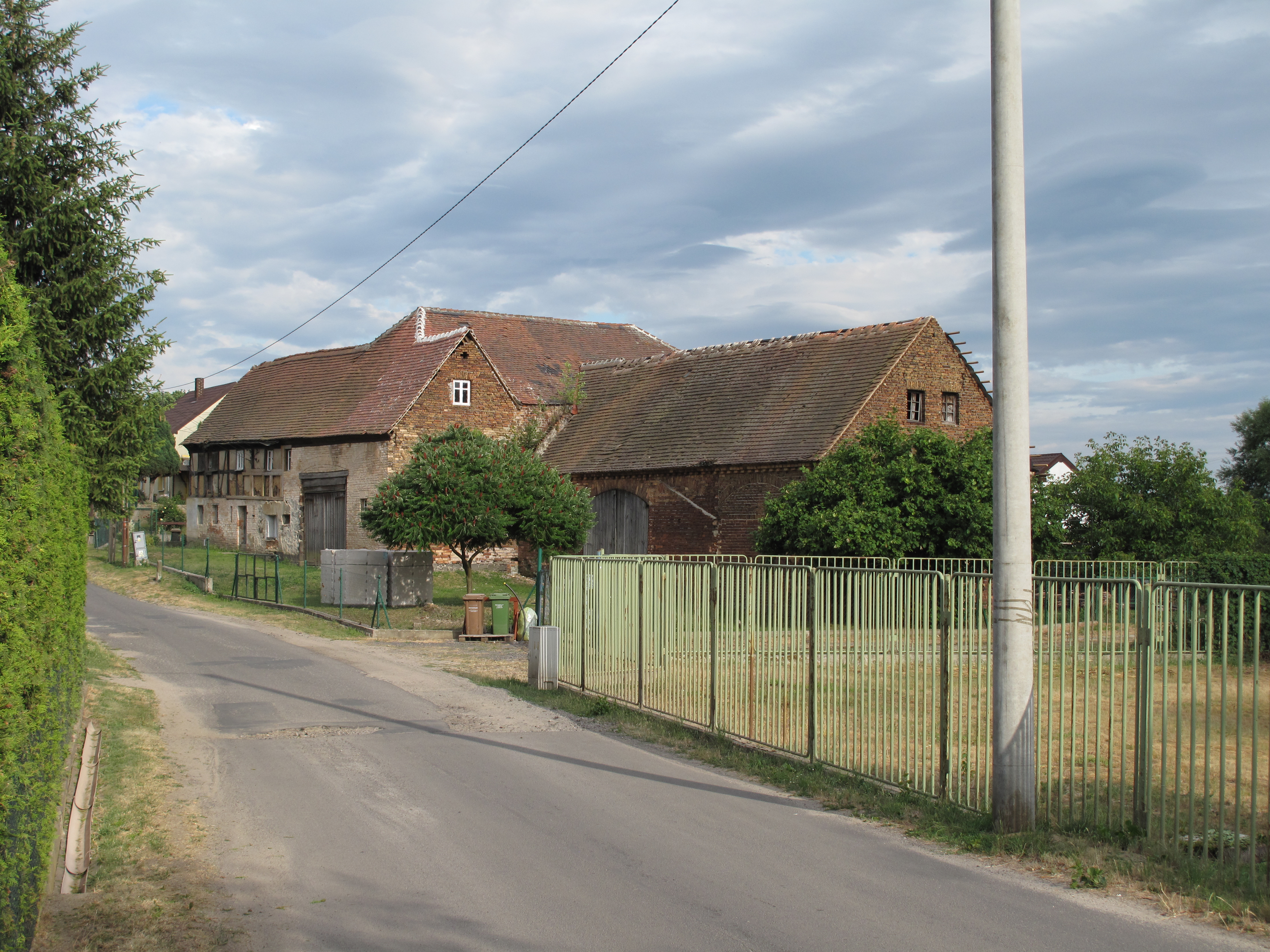
تصویری از این روستا

ویلکا (به لاتین: Wilka) یک روستا در لهستان است که در گمینا سولیکوو واقع شده‌است.